# Marcianus d'Arles
Marcianus d'Arles (? - ?), premier évêque d'Arles (v. 254) historiquement avéré, considéré comme schismatique par l'Église.

## Biographie

### Les conditions de son élection
Peu après les persécutions de Dèce, vers 252, dans la lettre de Cyprien, l'évêque de Carthage, à Antonianus, évêque en Numidie (lettre LV), le saint docteur évoque un Trofime qui après avoir renié l’église, avait demandé à revenir en son sein. 
Pour ce qui est de Trofime, au sujet duquel vous avez exprimé le désir d'avoir des explications, les choses ne sont pas telles que vous les ont présentées des rumeurs vagues ou des mensonges malveillants. Comme l'ont fait souvent nos prédécesseurs, notre frère a tenu compte de ce qu'imposaient les circonstances pour ramener nos frères séparés. Une grande partie du peuple fidèle s'était éloignée avec Trofime. Or, Trofime revenait à l'Église, il donnait satisfaction; il avouait, en demandant pardon, son erreur passée; il satisfaisait encore et montrait une humilité parfaite en ramenant à l'Église les frères qu'il en avait séparés. Aussi a-t-on écouté ses prières, et l'Église a reçu non pas tant Trofime lui-même qu'un très grand nombre de frères qui étaient avec Trofime et qui n'auraient point repris le chemin de l'Église, si Trofime n'avait été avec eux. À la suite d'un conseil tenu là-bas entre plusieurs collègues, on a admis Trofime, pour qui satisfaisaient le retour des frères et le salut rendu à un grand nombre. Trofime d'ailleurs n'a été admis à notre communion qu'à titre laïc, et non pas, quoi qu'aient pu vous en dire des écrits malveillants, avec la dignité épiscopale.
Bien qu’il ne soit pas affirmé que cet évêque soit l’évêque d'Arles, il est impossible de ne pas apercevoir une grande concordance entre ces différents faits. La chute de Trophime déposé par le pape Cornélius d'après Wladimir Guettée, probablement en 251, explique très bien la conduite de Marcianus qui avait été élu, à sa place, évêque d'Arles. Homme d'une vertu  âpre et dure, que son caractère et sa position vis-à-vis de Trophime disposent aux opinions exagérées de Novatien, Marcianus ne souhaite probablement pas que Trophime reprenne sa place au sein de l’église arlésienne. Il suit la rigueur de Novatien et se conduit envers ceux qui avaient été faibles dans la persécution avec une véritable cruauté.

### La déposition de Marcianus
Les choses vont si loin que Faustin, évêque de Lyon, de concert avec les autres évêques des Gaules, le dénonce au pape Etienne. N'ayant pas reçu de réponse, on ne sait pour quelle raison, Faustinus s'adresse à Cyprien, évêque de Carthage. Cet évêque qui jouit dans l'Église d'une grande influence, se permet d'adresser au pape, une lettre, ou plutôt une directive concernant la conduite à adopter vis-à-vis de l'évêque arlésien. Il s'agit d'une lettre pour la défense des chrétiens repentants de la ville d'Arles après les persécutions de Dèce (250) et mentionnant donc le premier évêque historiquement connu, Marcianus appelé également Marcien, dont Cyprien demande au pape Étienne Ier, sur le rapport de saint Faustin, évêque de Lyon, la déposition pour son adhésion au schisme de Novatien. Cette lettre est datée de 254 :
Frère Cyprien à Étienne,
Notre collègue Faustin, de Lyon, un frère qui nous est très cher, m’a écrit à deux reprises en me disant que Marcianus qui est à Arles, porte contre les chrétiens repentants la très grave accusation d’hérésie, si bien que les serviteurs de Dieu qui se repentent, souffrent et implorent l’église dans les larmes, les gémissements et la douleur, se voient refusées la consolation et l’aide de la piété divine et de la douceur du Père ; alors qu’ils sont blessés, ils n’ont pas le droit de venir soulager leurs blessures, mais sans espoir d’apaisement et de communion, ils sont laissés en pâture aux loups et jetés en proie au diable,.
Dans cette même lettre, Cyprien demande l'excommunication de Marcianus et son remplacement :
C'est pourquoi vous devez écrire très explicitement à vos collègues dans l'épiscopat qui sont en Gaule, afin qu'ils ne permettent pas plus longtemps à Marcianus, qui est opiniâtre et orgueilleux, ennemi de la piété et du salut de nos frères, d'insulter à notre collège. ... Envoyez aussi en Provence, aux fidèles d'Arles, une lettre en vertu de laquelle, Marcianus étant excommunié, un autre soit mis à sa place, afin que le troupeau du Christ qu'il a dispersé, et qui reste blessé et diminué, puisse se rassembler. ... Faites-nous connaître qui aura été mis à Arles à la place de Marcianus, afin que nous sachions à qui nous devons adresser nos frères et écrire nous même. Je souhaite, frère très cher, que vous vous portiez toujours bien.
On suppose que Marcianus fût effectivement déposé, exilé et remplacé, mais on ne dispose d'aucune information.

## Épilogue
Pour la petite histoire, Marcianus, pourtant le premier évêque historiquement avéré, ne figure pas sur les diptyques de la métropole d’Arles rédigés quelques siècles plus tard et repris dans la Gallia Christiana Novissima ou GCN. Il avait soutenu, il est vrai, le schisme de Novatien.
Il est possible de rapprocher ces évènements de ceux rapportés par Grégoire de Tours qui évoque autour de cette date une grande mission envoyée par le pape pour évangéliser la Gaule. Un de ces missionnaires aurait pu être le successeur de Marcianus sur le siège arlésien.

### Sources
- Joseph Hyacinthe Albanés - Gallia christiana novissima; ouvrage accessible sur Gallica ici